# Jos Verhulst (tafeltennisser)
Jos Verhulst (Veghel, 1968/1969) is een Nederlandse tafeltennisser die sinds de najaarscompetitie van 2008 voor Bultman/Smash '70 (Hattem) in de eredivisie speelt. Hij kwam eerder uit in de eredivisie voor achtereenvolgens Perfection/Irene, TTCV/van Herwaarden uit zijn eigen Veghel, Re/Max Hendrix en na een directe overstap in juni 2006 voor FVT. Hij kwam één keer uit voor het Nederlandse team.
Verhulst speelde behalve voor eredivisieteams ook voor ploegen in de 1e divisie, zoals TTC Middelburg en een periode met TTCV/van Herwaarden. Halverwege de jaren 90 speelde de Brabander in de Belgische competitie voor PW Diest, waarmee hij in 1995/96 onder meer La Villette Charleroi een van haar zeldzame competitienederlagen toebracht.

## Erelijst
- Nederlands landskampioen 2004/05 en 2005/06, met Re/Max Hendrix
- Voorjaarskampioen eredivisie 1996/97, met Perfection/Irene (Irene verloor de strijd om het algehele landskampioenschap van FVT)
- Nederlands kampioen A-junioren 1984 en 1985
- Nederlands kampioen A-kadetten 1983
- Nederlands kampioen A-pupillen 1981

## Trivia
- Verhulst won in april 2008 voor de zestiende keer de Topmeerkampen in 's-Hertogenbosch